# Agustín Pío Barrios
Agustín Pío Barrios Ferreira (San Juan Bautista, 5 de mayo de 1885-San Salvador, 7 de agosto de 1944), conocido también como «Nitsuga Mangoré», fue un virtuoso guitarrista clásico y compositor paraguayo, ampliamente reconocido como uno de los más grandes exponentes del repertorio para guitarra clásica de la historia, tanto por su virtuosismo como por la originalidad de su obra, que fusiona técnicas europeas con motivos del folclore latinoamericano.

## Primeros años
Agustín Pío Barrios nació el 5 de mayo de 1885 en San Juan Bautista, Departamento de Misiones, Paraguay. También identificado con el seudónimo de «Mangoré», es reconocido como uno de los principales guitarristas y compositores paraguayos de música académica.
Inició su práctica instrumental en la infancia, participando desde los ocho años en la Orquesta Barrios, conformada por integrantes de su familia. Poseía habilidades musicales que le permitieron ejecutar violín, flauta y arpa, aunque posteriormente optó por la guitarra como su instrumento principal.
Hasta los trece años, continuó su actividad en la Orquesta Barrios. En 1898, tras una presentación, Gustavo Sosa Escalada lo incorporó como discípulo en el Ateneo Paraguayo (entonces denominado Instituto Paraguayo), donde recibió formación sistemática en guitarra clásica. Durante este período, estudió el repertorio de los principales compositores del instrumento, incluyendo Francisco Tárrega, José Viñas Díaz, Fernando Sor, Dionisio Aguado, Julián Arcas y Joaquín Parga.
Impresionado por sus aptitudes, Sosa Escalada persuadió a sus padres para que le permitieran trasladarse a Asunción y continuar su formación en el Colegio Nacional de la Capital Gral. Bernardino Caballero. Allí estudió bajo la dirección de Nicolino Pellegrini y complementó su educación con materias como matemáticas, periodismo y literatura.

## Controversias sobre su lugar de nacimiento

### Hipótesis florideña
Esta teoría plantea que Agustín Pío Barrios nació en Villa Florida, Departamento de Misiones, dado que su padre, José Doroteo Barrios, era cónsul argentino en dicha localidad, y su madre, Martina Ferreira, ejercía como directora de la escuela de niñas del lugar. En ese período, la comunidad no contaba con un Registro Civil propio, por lo que los nacimientos eran inscritos en San Juan Bautista, la cabecera departamental. Además, la residencia de la familia Barrios Ferreira funcionaba como consulado argentino y posteriormente fue sede del antiguo Colegio Nacional Florideño.

### Hipótesis sanjuanina
Esta postura sostiene que su nacimiento tuvo lugar en San Juan Bautista, Departamento de Misiones, basándose en su inscripción oficial en el Registro Civil de dicha ciudad.

## Primeras presentaciones
Luego de graduarse en el Colegio Nacional de la Capital, en Asunción, comenzó a presentarse en conciertos y a componer. Su primera presentación como solista fue en 1907 en un espectáculo organizado por Sosa Escalada. En 1908 ya era conocido en todo el Paraguay por sus presentaciones con su hermano, el poeta Francisco Martín Barrios. Agustín tocaba la guitarra y Francisco recitaba.
En 1910 Barrios salió por primera vez del país para ofrecer un par de presentaciones en Corrientes (Argentina), y debido al gran éxito que tuvo, aquel regreso planeado para la semana siguiente de los conciertos se pospuso por doce años. De Corrientes pasó a Buenos Aires y de allí viajó a Uruguay en 1912, Brasil en 1916, y a Chile. Pertenecen a este periodo obras notables como La catedral (1921), Estudios y preludios, Madrigal, Allegro Sinfónico y Las abejas (1921). La crítica internacional lo calificaba como uno de los más grandes concertistas del mundo y lo llamaban «mago de la guitarra».

## Falso rumor de su muerte
Cuando Agustín Barrios se encontraba en São Paulo, Brasil, El Diario de Asunción anunció, el 13 de septiembre de 1918, su fallecimiento. El artículo decía: 

En Melo, en la República del Uruguay, le sorprendió la muerte al eximio artista paraguayo, en los primeros días del mes del corriente. Con el alma llena de melodías y repleto el pecho sonoro de su guitarra de toda la música de nuestras selvas y el dolor melancólico y huraño de la raza se fue por el mundo como una rapsodia para decir a los hombres su dulce y  triste canción, hasta que le alcanzó la muerte como a un pájaro la honda.

Pasaron más de treinta días antes de que la noticia fuera desmentida.

## Regreso a Paraguay
Luego de doce años, Agustín y su hermano Francisco retornaron al Paraguay que se encontraba en una guerra civil, a pesar de la cual realizó varias presentaciones tanto en Asunción como en el interior. El musicólogo Juan Max Boettner menciona: 

«Lo recuerdo allá por 1922, en una noche de luna, en San Bernardino. Él con su guitarra embrujada, deleitándonos horas enteras. Su hermano recitaba Oyendo a Beethoven, y él ejecutaba como música de fondo, Claro de luna, en una adaptación propia».

 En enero de 1925 hizo su penúltima presentación en Paraguay, en la Plaza Uruguaya, donde él mismo ayudó a construir el escenario y acarrear las sillas, porque dice cierta gente que no le dejaba el gobierno dar una presentación en el teatro municipal. En esa ocasión presentó su obra El bohemio. El 25 de febrero de 1925 se alejó definitivamente del Paraguay.

## Presentaciones en el exterior
En 1929, inició una gira por varias ciudades del Brasil, por lo que el carnaval del año siguiente lo encontró en Río de Janeiro, donde conoció a Gloria, quien sería su compañera hasta el final de su vida. Entre 1932 y 1934, Barrios dio presentaciones en República Dominicana, Venezuela, Trinidad, Panamá, El Salvador, Colombia, Costa Rica, México, Guatemala y Honduras.
A fines de 1932 decidió presentarse en Europa y Estados Unidos, pero recién se concretó lo primero en 1934 cuando Tomás Salomoni, embajador del Paraguay en México, realizó gestiones para su presentación en Bélgica, en el Conservatorio Real de Bruselas, en septiembre de 1934. De Bruselas pasó a París, Berlín y Madrid. Tras últimas investigaciones realizadas por Lito Barrios, encontramos que Tomás Salomoni fue compañero de aula de Agustín Barrios, en el Colegio Nacional de la Capital, en todos los cursos realizados por Agustín. Esto concuerda con que Salomoni haya auspiciado a Mangoré su viaje, no solo por ser Barrios un eximio artista, sino porque eran amigos de infancia.

## El nombre de artista «Nitsuga Mangoré»
El 14 de agosto de 1932 se presentó en Bahía, Brasil, como Nitsuga Mangoré, el Paganini de la guitarra de las selvas del Paraguay, donde la palabra «Nitsuga» corresponde a «Agustín», escrito al revés; y «Mangoré» viene de un legendario jefe guaraní que murió de amor; además del nombre, adoptó también la idea de presentarse en concierto con trajes tradicionales de Paraguay.
Fue tanto el éxito obtenido con el personaje de «Mangoré» que en varios países fue más conocido con el nombre del cacique que con el nombre propio. Además, él mismo se encargó de divulgar la leyenda que fue educado en las reducciones jesuíticas, que desaparecieron antes de 1800.
De esta etapa de su carrera corresponde el siguiente escrito: 

Tupá, el espíritu supremo y protector de mi raza, encontrome un día en un bosque florecido y me dijo: "Toma esta caja misteriosa y descubre sus secretos". Y encerrando en ella todas las avecillas canoras de la floresta y el alma resignada de los vegetales, la abandonó en mis manos. Tomela, obedeciendo el mandato de Tupá, poniéndola bien junto al corazón; abrazado a ella pasé muchas lunas al borde de una fuente. Y una noche, Jasy, retratada en el líquido cristal, sintiendo la tristeza de mi alma india, dióme seis rayos de plata para con ellos descubrir sus arcanos secretos, y el milagro operó: desde el fondo de la caja misteriosa, brotó la sinfonía maravillosa de todas las voces vírgenes de la naturaleza de América. Mangoré.

## Talento y personalidad
Agustín Pío Barrios desarrolló un campo de interés multidisciplinario que abarcó la música, la filosofía, la poesía y la teología. Dominaba, además del idioma español y el guaraní paraguayo, los idiomas inglés, alemán y francés.
Su trayectoria interpretativa incluyó presentaciones en vivo y registros fonográficos, convirtiéndose en el primer guitarrista clásico en realizar grabaciones comerciales en discos de 78 RPM.
Poseía un conocimiento avanzado de la teoría musical, lo que le permitió componer en diversos estilos, incluyendo el barroco, clásico, romántico y descriptivo. Su producción musical incorpora elementos folclóricos, imitativos y religiosos.
Las composiciones de Barrios están estructuradas sobre formas musicales representativas de América Latina, tales como cueca, chôro, estilo pampeano y oriental, maxixe, milonga, pericón,  tango, zamba, zapateado, polca paraguaya, punto guanacasteco, entre otras.
La mayoría de sus obras se enmarca en la estética del romanticismo tardío, a pesar de haber desarrollado su actividad creativa en la primera mitad del siglo XX. Su catálogo incluye preludios, estudios, valses, mazurcas, tarantelas y romanzas.
Su producción abarca más de trescientas piezas para guitarra, las cuales han sido promovidas y ejecutadas por intérpretes como Berta Rojas, César Amaro, John Williams, David Russell, Laurindo Almeida, Abel Carlevaro, Jesús Benítez y Alirio Díaz, y forman parte del repertorio estándar de la guitarra clásica.
El guitarrista peruano Jesús Benítez (1932-2007), quien registró varias grabaciones de sus obras, señaló: «Barrios tuvo que bañarse en la fuente del arte para componer como compuso, y así fue; sus obras han prevalecido y prevalecerán para siempre».
Barrios presentó un comportamiento con tendencias excéntricas y fluctuaciones emocionales. Alternaba períodos de inactividad creativa con fases de intensa producción y estudio. Paralelamente, se destacó en la práctica de actividades atléticas.

## Sus últimos años en El Salvador
Barrios regresó de su gira europea en 1936 y se presentó en Venezuela, Haití, Cuba, Costa Rica, Nicaragua, El Salvador, México y Guatemala. Nunca pudo cumplir su sueño de tocar en Estados Unidos porque la visa a su compañera Gloria le fue negada.
Estando en México sufrió un infarto y un paro respiratorio y los médicos le recomendaron alejarse de las preocupaciones. Unos amigos lo invitaron a radicarse en Costa Rica, pero aceptó la invitación del general Maximiliano Hernández Martínez, entonces Presidente de El Salvador, quien le ofreció una estadía permanente en 1939. 
Después de su recuperación, como favor personal el general Martínez le pidió aceptar el nombramiento como profesor de guitarra del Conservatorio Nacional de Música de El Salvador.
El 7 de agosto de 1944 sufrió un infarto que le ocasionó la muerte a los 59 años. El sacerdote que lo acompañó en su agonía comentó que Barrios dijo: «No temo al pasado, pero no sé si podré superar el misterio de la noche».[cita requerida]. 
Fue enterrado en el Cementerio de Los Ilustres en San Salvador.

## Su legado: los doce discípulos de Mangoré
Entre tantos países que visitó, El Salvador fue el que escogió el maestro:
1. Para recuperarse, sin saber que en realidad pasaría los últimos días de su vida. 
2. Para enseñar sus técnicas. El Salvador fue el único país donde impartió su cátedra de guitarra. Tuvo sólo doce alumnos (todos salvadoreños), a los que llamaron «los discípulos de Mangoré», en la Escuela Nacional de Música y Declamación Rafael Olmedo.
En su libro Agustín Barrios Mangoré: genio de la guitarra, su autor, el Prof. Cándido Morales (el guardián de su escuela tras su muerte), uno de los doce discípulos de Mangoré, señala que fue recibido como un gran artista y maestro, aclamado y vitoreado por grandes multitudes.
El Maestro Cándido Morales fue el guardián de la guitarra de Mangoré hasta el último día de su vida, ya que perpetuó la escuela mangoreana en El Salvador, haciendo honor a lo que Mangoré le trasmitió y formando nuevos jóvenes talentos.
El virtuoso guitarrista de origen paraguayo dejó un legado universal de la guitarra clásica en varias naciones latinoamericanas. Pero como parte de su herencia, privilegió y honró con su muerte al país que lo acogió y lo admiró desde el primer día de su llegada.
Desde 1958 fue fundada la Fundación Mangoré de El Salvador.
En la década de los 70 la Asamblea Legislativa de El Salvador declaró la tumba del Agustín Barrios Mangoré como monumento nacional.
A los cincuenta años de su muerte, el Palacio Legislativo lo nombró «Noble artista, amigo meritísimo de la República de El Salvador».
Actualmente, Mangoré continúa inspirando a muchísimos artistas jóvenes en el mundo entero. Sus obras son muy queridas incluso por las nuevas generaciones amantes del arte musical. Pronto se realizará una producción cinematográfica internacional sobre la vida de este genio y poeta de la música: Nitsuga, el mago de la caja misteriosa. Kenni Bolaños, El Salvador.
En el 2011 se realizó el concurso internacional de guitarra clásica Barrios World Wide Web Competition en el cual compitieron setenta guitarristas interpretando piezas del compositor Paraguayo. Tariq Harb, de Jordania, y Chen Chuan, de China, fueron los ganadores del concurso cuya final se celebró el 3 de diciembre en el gran teatro José Asunción Flores del banco central de Paraguay de la ciudad de Asunción. La Secretaría Nacional del Turismo de la República del Paraguay (SENATUR) ha declarado de interés turístico Nacional el Barrios World Wide Web Competition en reconocimiento por el aporte que realiza para la divulgación y mayor conocimiento del abundante legado musical de este genio de la guitarra culta y por su contribución para que participantes y seguidores perciban claramente los rasgos más destacados de los valores culturales y tradicionales del Paraguay.

## Película sobre Mangoré
Mangoré, por amor al arte, película paraguaya de ficción inspirada en la vida de Barrios. Producida por Leo Rubin  y dirigida por el chileno Luis R. Vera, este filme, una suerte de biopic dramático, fue estrenado el 21 de agosto de 2015 y ofrece una mirada rápida y creativa a través de cincuenta años de la vida del artista paraguayo Mangoré, desde la mirada peculiar del guionista y director chileno. Se trata de la producción más costosa del cine paraguayo, que orilla los 1.300.000 de dólares estadounidenses.
Cuenta con un elenco internacional, y está protagonizada por el actor mexicano Damián Alcázar, la actriz brasileña Aparecida Petrowky, el actor argentino Fabián Gianola y el español Iñaki Moreno, y cuenta con las actuaciones de los paraguayos Joaquín Serrano, Celso Franco, Lali González, Silvio Rodas, Juan Carlos Cañete, Natalia Cociuffo, José Gentile, entre otros más.
La película recorrió varios festivales y muestras alrededor del mundo.

## Fallecimiento
Agustín Pío Barrios falleció el 7 de agosto de 1944 a los 59 años de edad a causa de un infarto de miocardio.